# Friedrich-Hölderlin-Preis (Bad Homburg)
Der Friedrich-Hölderlin-Preis (kurz Hölderlinpreis) der Stadt Bad Homburg vor der Höhe ist ein Literaturpreis, der seit 1983 alljährlich im Juni verliehen wird. Der Hauptpreis ist mit 20.000 Euro dotiert (bis 2007: 12.500 Euro), der gleichzeitig vergebene Förderpreis ist mit 7500 Euro dotiert (bis 2007: 5000 Euro). Der Preis wird von der Stadt Bad Homburg gemeinsam mit der Stiftung Cläre Jannsen vergeben. 
Der Dichter Friedrich Hölderlin lebte von 1798 bis 1800 sowie von 1804 bis 1806 in Homburg.

## Jury
Laut den Richtlinien für die Verleihung des Preises hat die Jury acht Mitglieder:
- ein Vertreter der Hölderlin-Gesellschaft
- ein Vertreter des Freien Deutschen Hochstifts
- ein Experte auf dem Gebiet der Neueren Literatur von der Johann Wolfgang Goethe-Universität Frankfurt am Main
- zwei weitere Experten auf dem Gebiet der Neueren Literatur
- ein Preisträger des Vorjahres (dies kann der Träger des Hauptpreises oder der Träger des Förderpreises sein[3])
- der Oberbürgermeister der Stadt Bad Homburg
- der Kulturdezernent der Stadt Bad Homburg

Derzeit (2025) ist die Jury wie folgt besetzt, wobei die Jury den Vorsitz selbst wählt.
- Thomas Boyken (Hölderlin-Gesellschaft), Literaturwissenschaftler an der Carl von Ossietzky Universität Oldenburg
- Heinz Drügh (Johann Wolfgang Goethe-Universität Frankfurt am Main), Literaturwissenschaftler
- Joachim Jacob (Freies Deutsches Hochstift), Literaturwissenschaftler an der Justus-Liebig-Universität Gießen
- Sandra Kegel, Frankfurter Allgemeine Zeitung, Jury-Vorsitzende
- Alf Mentzer, Hessischer Rundfunk
- Preisträger des Vorjahres
- Alexander Hetjes (Oberbürgermeister)
- Bettina Gentzcke (Fachbereichsleitung Kultur und Bildung, Stadt Bad Homburg)

## Preisträger
Quelle:
- 1983: Hermann Burger, Förderpreis: Peter Maiwald
- 1984: Sarah Kirsch, Förderpreis: Marcel Konrad
- 1985: Ulla Hahn, Förderpreis: Dante Andrea Franzetti
- 1986: Elisabeth Borchers, Förderpreis: Klaus Hensel
- 1987: Peter Härtling, Förderpreis: Uwe Kolbe
- 1988: Karl Krolow, Förderpreis: Werner Söllner
- 1989: Wolf Biermann, Förderpreis: Sabine Techel
- 1990: Rolf Haufs, Förderpreis: Jan Koneffke
- 1991: Günter Kunert, Förderpreis: Lioba Happel
- 1992: Hilde Domin, Förderpreis:  Barbara Köhler
- 1993: Friederike Mayröcker, Förderpreis: Zehra Cirak
- 1994: Ludwig Harig, Förderpreis: Norbert Gstrein
- 1995: Ernst Jandl, Förderpreis: Sabine Küchler
- 1996: Martin Walser, Förderpreis: Raoul Schrott
- 1997: Doris Runge, Förderpreis: Walle Sayer
- 1998: Christoph Ransmayr, Förderpreis: Katrin Askan
- 1999: Reiner Kunze, Förderpreis: Karl-Heinz Ott
- 2000: Marcel Reich-Ranicki, Förderpreis: Jörg Bernig
- 2001: Dieter Wellershoff, Förderpreis: Ulrike Draesner
- 2002: Robert Menasse, Förderpreis: Julia Schoch
- 2003: Monika Maron, Förderpreis: Juli Zeh
- 2004: Johannes Kühn, Förderpreis: Gregor Sander
- 2005: Durs Grünbein, Förderpreis: Arno Geiger
- 2006: Rüdiger Safranski, Förderpreis: Beate Rothmaier
- 2007: Urs Widmer, Förderpreis: Nadja Einzmann
- 2008: Ror Wolf, Förderpreis: Hendrik Jackson
- 2009: Judith Hermann, Förderpreis: Lena Gorelik
- 2010: Georg Kreisler, Förderpreis: Eva Baronsky
- 2011: Arno Geiger, Förderpreis: Daniela Seel
- 2012: Klaus Merz, Förderpreis: Judith Schalansky
- 2013: Ralf Rothmann, Förderpreis: Arno Camenisch
- 2014: Peter Stamm, Förderpreis: Nellja Veremej
- 2015: Michael Kleeberg, Förderpreis: Teresa Präauer
- 2016: Christoph Peters, Förderpreis: Per Leo
- 2017: Eva Menasse, Förderpreis Nele Pollatschek
- 2018: Daniel Kehlmann; Förderpreis: Alina Herbing für ihren Debütroman Niemand ist bei den Kälbern
- 2019: Anke Stelling; Förderpreis: Eckhart Nickel für seinen Debütroman Hysteria
- 2020: Navid Kermani; Förderpreis: Dana von Suffrin für ihren Debütroman Otto
- 2021: Marcel Beyer; Förderpreis: Joshua Groß für seinen Debütroman Flexen in Miami
- 2022: Monika Rinck; Förderpreis: Yulia Marfutova für ihren Debütroman Der Himmel vor hundert Jahren
- 2023: Leif Randt; Förderpreis Anna Yeliz Schentke für ihren Debütroman Kangal
- 2025: Christian Lehnert; Förderpreis Necati Öziri für seinen Debütroman Vatermal